# ナイト・ロアー
『ナイト・ロアー』（Knight Lore）は、Ultimate Play the Game（現：レア）が開発し、1984年よりZX Spectrum、BBC Micro、Amstrad CPC、MSX、ファミリーコンピュータ ディスクシステム向けに順次発売されたアクションパズルゲーム。

## 概要
これまでUltimate Play the Gameにより発売された『Sabre Wulf』、『Underwurlde』に続く『Sabreman』シリーズの第3作目。前2作と異なり自社製ゲームエンジン「Filmation engine」を用いて制作されている。ゲームのフィールドは当時あまり一般的ではなかった等角図の方式で描かれており、このことを評価する専門家もいる 。
本作は大ヒットを記録したが、一方で『WordStar』に次いで多くの会社にコピーされる事態も起きている。
日本では、ジャレコからMSXとファミリーコンピュータ ディスクシステム用としていずれも1986年に発売された。タイトルはそれぞれ『ナイト・ロアー 伝説の狼男』『ナイト・ロアー -魔城の狼男-』となっている。

## ゲーム内容
夜になると狼男になる呪いをかけられた主人公が魔法使いに呪いを解いてもらうため、80日（PC版は40日）以内にお使いを済ませるパズルゲーム。ナイト・ロアー城は全部で128部屋あり、そのほとんどはトリッキーな仕掛けと罠、魔物たちが待ち構えていて、狼の姿の際には光から攻撃される。これらの難関を突破して、魔法使いの老人の部屋にたどり着き、魔法の壺が示す14個のオブジェクトを正確に壺の中に納めなければならない。あちこちの部屋にある数種類のオブジェクトを収集していくことになるが、一度にもてる数は3個しかなく、持ち帰るオブジェクトの選択を迫られる。

## ストーリー
長かった戦争が終わり、一人の兵士が故郷への帰路を急いでいた。その帰路の途中、ふとしたことで道に迷い込み、ジャングルウルフ王国へ入り込んでしまった。しかも伝説の狼男と遭遇して、兵士は呪いをかけられてしまう。兵士は夜の水面に映った自身の姿が満月を背にした狼男そのものであることに驚愕して、このままでは妻子が待つ故郷へ帰ることができないと絶望した。ただ、日が昇れば兵士は元の自分の姿に戻ることができた。
しかし、絶望の淵にあった兵士には、たったひとつだけ希望が残されていた。それは、この呪いを解けるのはジャングルウルフ王国のナイト・ロアー城に住む魔法使いの老人かもしれないのだ。気を取り直した兵士は、ナイト・ロアー城を探し求めて再び歩き始めた。兵士の背後に冷たい気配を感じたが、その相手は姿を見せることはなかった。
それから何日が経っただろうか。兵士は霧にかすむ長い石段と古い城壁を見つけ、そこがナイト・ロアー城であることを確信した。魔城のたたずまいを見せるナイト・ロアー城の巨大な扉の前に立つと、扉は音を立てて開き、兵士は吸い込まれるように城の中へと踏み入った。立ちすくむ兵士に、音もなく巨大な渦が吹き付け、恐ろしい男の声がこだました。「おまえに40日（80日）の猶予をやろう。その間に老人に会え。そして、老人の部屋にある魔法の壺が指示するものを、その老人に貢げ。さもなくば、おまえは永遠に狼男となってこの城からは出ることができない…」。声が終わると、背後の扉は閉まり、もう外へは出られなくなっていた。

## キャラクター
兵士
狼男の呪いを受け、月夜は狼男、日の出には人間の姿に戻る主人公。変身の発作中は全身をくねらせて、数秒間は身動きが取れず完全に無防備になる。いつでも日の出、日の入りを確認しないとすぐにやられてしまいかねない。
魔法使い
ナイト・ロアー城のほぼ中心の部屋に住んでいる老人。唯一、狼男の呪いを解くことができる魔法が使えるが、そのためには呪いに必要なオブジェクトを貢がなければならない。敵ではないが、接触するとミスになる。
魔法の壺
老人の部屋の中心に据え付けられている壺。老人が欲しているオブジェクトを投影しており、兵士はここに飛び乗って指定のオブジェクトを落とさなければならない。狼男の姿のときに老人の部屋に入ると、壺から湧き出た煙が襲ってくる。
オブジェクト
魔法使いの老人が要求する品々で、宝石・水晶玉・ビン・くつ・壺・カップ・聖杯の7種類。これらを城の中から探し出して、壺の中に納めていく。城の中は、オブジェクトを踏み台にしないとジャンプしても通れない場所もある。ジャンプ中に「つかむ」のキーを押せば、オブジェクトも持っていくことができる。
騎士
敵の一種。2タイプあり、何かにぶつかると90度向きを変える者と、180度向きを変える者がいる。
ゴースト
兵士よりはるかに速いスピードで部屋中を駆け回るやっかいな敵。いつでも斜めに走り回り、たくみに方向を変えてくる。
球体
一定の場所を上下していたり、部屋の中を飛び跳ねていて、狼男の姿のときに追いかけてくるものもある。
火
同じ場所を行ったり来たりしている火で、飛び越すことができる。
煙
老人の部屋の壺とは違い、触れてもミスにはならないが、すさまじいスピードで追ってきて、兵士をトゲなどのトラップに押し付けてくる。
兵士の虚像
触れると兵士が1人増える1UPアイテム。
ブロック
箱や石でできたブロック。箱は一度押すと何かにぶつかるまで滑っていく。石は動かすことはできないうえ、上の乗ると消えてしまうものや、自ら定期的に動いているものなどがある。

## 移植版
| No. | タイトル                      | 発売日         | 対応機種              | 開発元                                | 発売元                 | メディア           | 型式    | 売上本数 | 備考               |
| --- | ----------------------------- | -------------- | --------------------- | ------------------------------------- | ---------------------- | ------------------ | ------- | -------- | ------------------ |
| 1   | Knight Lore                   | 1985年         | Amstrad CPC BBC Micro | ティム・スタンパー&クリス・スタンパー | Ultimate Play The Game | カセットテープ     | -       | -        |                    |
| 2   | Knight Lore                   | 1985年11月     | MSX                   | ティム・スタンパー&クリス・スタンパー | Ultimate Play The Game | カセットテープ     | -       | -        |                    |
| 3   | ナイト・ロアー 伝説の狼男     | 1986年         | MSX/2                 | 日本デクスタ                          | ジャレコ               | ロムカセット       | ND-04MR | -        | メモリ16KB以上必要 |
| 4   | ナイト・ロアー －魔城の狼男－ | 1986年12月19日 | ディスクシステム      | トーセ                                | ジャレコ               | ディスクカード両面 | JFD-KLM | -        |                    |

## スタッフ
- デザイン：スタンパー・ブラザーズ（クリス・スタンパー、ティム・スタンパー）
- グラフィック：ティム・スタンパー、キャロル・スタンパー
- プログラム：クリス・スタンパー、ジョン・ラスバリー
- カバー・アートワーク：ティム・スタンパー

## 評価
MSX版（日本デクスタ）
ホビーパソコン関連雑誌『マイコンBASICマガジン』の1987年2月号とじ込み付録小冊子「dexter SOFT CATALOGUE 全ソフト紹介 —日本デクスタ編—」のコメント欄では、イギリスをはじめ、ヨーロッパで大ヒットしたゲームだという紹介を踏まえ、「多彩な仕掛けといい、見事な3Dの重ね処理といい、破格のできのゲーム」と称賛している。「128の部屋の多くには独自のワナが隠されていて、はじめのうちは迷ったり進めなかったりとかなりのむずかしさだけど、しっかりマッピングしていけば、やり込むほどにおもしろくなってくる」と紹介している。
ディスクシステム版
ゲーム誌『ファミコン通信』の「クロスレビュー」では合計20点（満40点）、『ファミリーコンピュータMagazine』の読者投票による「ゲーム通信簿」での評価は以下の通り10.15点（満25点）と歴代最下位になっており、同雑誌1991年5月24日号特別付録の「ファミコンディスクカード オールカタログ」でも「画面は斬新なのだが、3次元風のため操作が困難なのが欠点」と紹介された。
| 項目 | キャラクタ | 音楽 | 操作性 | 熱中度 | お買得度 | オリジナリティ | 総合  |
| 得点 | 2.16       | 1.97 | 1.83   | 1.78   | -        | 2.41           | 10.15 |